# Kersley Appou
Kersley Hesman Georges Appou (24 de abril de 1970) é um futebolista mauriciano que atua como atacante. Atualmente, joga pelo Pamplemousses SC.

## Carreira em clubes
Sua carreira clubística foi iniciada em 1997, quando Appou, já com 27 anos, defenderia o Pamplemousses SC. Em 5 temporadas no clube, foram 51 jogos e 19 gols. Em seu país, defendeu também AS Port-Louis 2000, Curepipe Starlight, PAS Mates e US Beau-Bassin/Rose Hill, voltando ao Pamplemousses em 2015. Em 2006, teve uma rápida passagem pelo AS Marsouins, da ilha francesa de Reunião.

## Seleção
Convocado 24 vezes para a Seleção Mauriciana entre 1999 e 2014, Appou marcou 14 gols pelos Dodôs.
Em 12 de abril de 2014, aos 43 anos e 354 dias, entrou para a história do futebol africano ao tornar-se o atleta mais velho a defender um selecionado do continente, superando o camaronês Roger Milla, que realizou seu último jogo oficial por sua equipe na Copa de 1994, contra a Rússia. O jogo foi contra a Mauritânia, válido pelas eliminatórias da Copa Africana de Nações de 2015.

## Links
- Kersley Appou em National-Football-Teams.com